# Klub gejowski

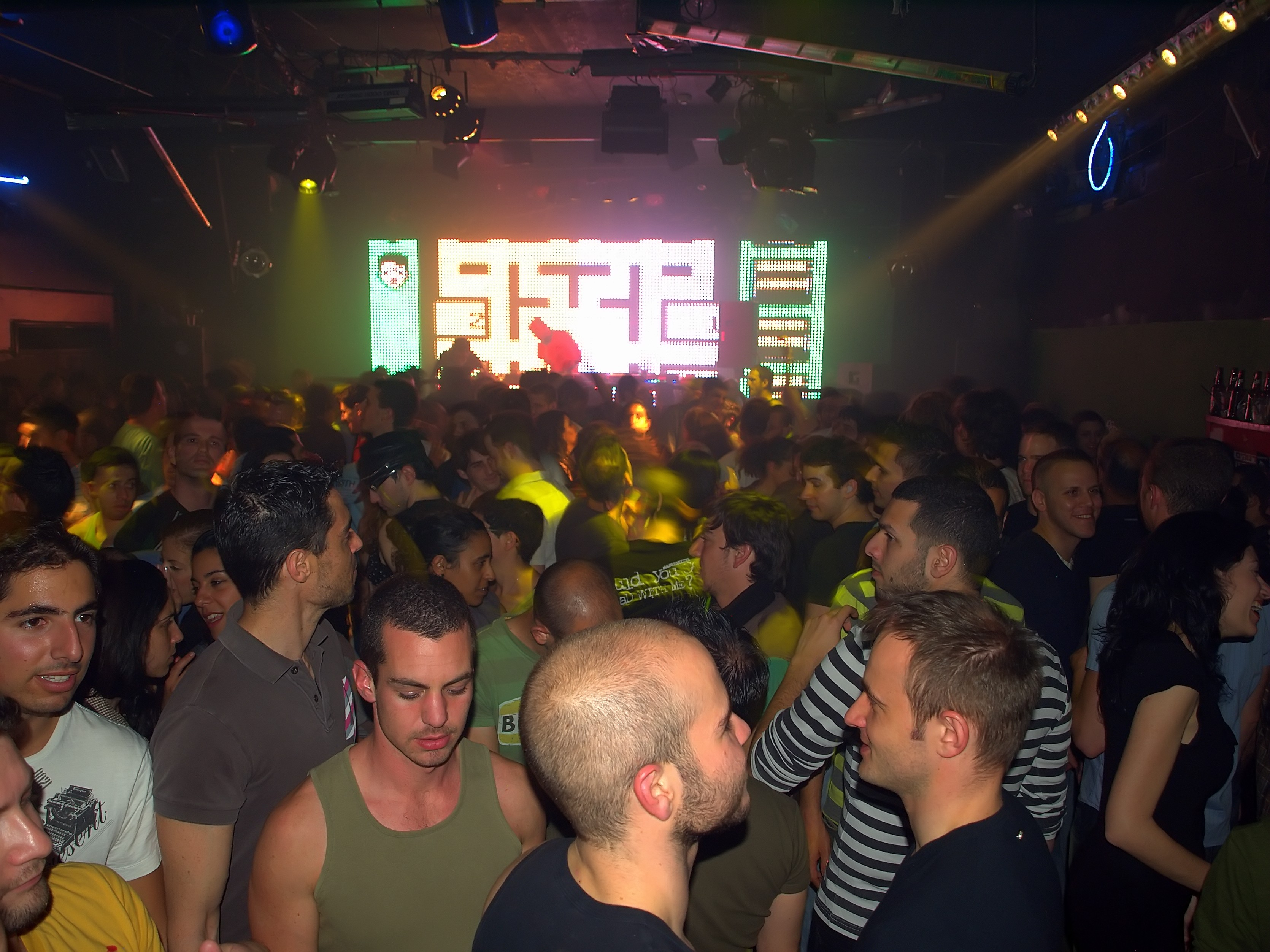
Nocny klub „Barzilay Venue” w Tel Awiwie działający od 1994 r.

Klub gejowski (ang. gay bar) – nazwą tą określa się bary i kluby, których docelową grupą klientów są geje i inne osoby LGBT i dla których stanowią one miejsca rozrywki i spotkań towarzyskich. Określenie to dotyczy lokali bez względu na ich wielkość i charakter – zarówno małe bary na kilka stolików, przez typowe restauracje, aż po duże lokale rozrywkowe z kilkoma parkietami i wieloma pomieszczeniami o różnym przeznaczeniu (sauny, sale kinowe, darkroomy). Często lokale dla gejów w dużych miastach grupują się w jednej okolicy uważanej za gay village. Większość klubów gejowskich przyjmuje także klientów heteroseksualnych. Lokali gejowskich nie należy utożsamiać z lokalami gay-friendly, w których osoby LGBT są mile widziane, ale nie są docelową grupą klientów.
W Polsce typowe kluby gejowskie zaczęły powstawać po przemianach ustrojowych 1989 r. Za najstarszy taki klub uchodzi warszawski „Fantom” zlokalizowany przy ul. Brackiej 20a, działający od 1994 r.